# 반즐리 FC
반즐리 FC(Barnsley Football Club)는 잉글랜드 반즐리를 연고로 하는 축구 클럽이다.
반즐리는 1887년에 반즐리 세인트 피터스란 이름으로 창단되었으며, 1898년에 풋볼 리그에 가입하였다. 전통적인 유니폼 색상은 빨간색 상의에 하얀색 하의이며, 오크웰을 홈 구장으로 쓰고 있다.
1911-12 시즌 웨스트브로미치 앨비언을 1-0으로 꺾고 FA컵 우승을 차지한 적이 있다. 이는 반즐리의 유일한 메이저 대회 우승 기록이다.
1997-98 시즌에 승격팀으로서 프리미어리그에 참가했으며, 2007-08 시즌 리버풀, 첼시를 꺾고 칼링컵 4강에 오른 적이 있다.

## 역대 우승 기록
- 풋볼 리그 3부

우승 (3): 1933-34, 1938-39, 1954-55
- 풋볼 리그 1 플레이오프

우승 (2): 2005-06, 2015-2016
- FA컵

우승 (1): 1911-12

## 선수 명단

### 현역
참고: FIFA 자격 규정에 따라 소속된 국가대표팀 국기를 표시합니다. 선수는 복수의 FIFA 비회원국 국적을 가지고 있을 수 있습니다.
| 번호 | 포지션 | 국적     | 이름          |
| ---- | ------ | -------- | ------------- |
| 2    | DF     | 아일랜드 | 배리 코터     |
| 3    | MF     | 자메이카 | 존 러셀       |
| 5    | DF     |          | 도노반 파인스 |
| 7    | DF     | 아일랜드 | 코리 오키프   |
| 11   | FW     | 포르투갈 | 파비우 잘로   |
| 21   | DF     | 아일랜드 | 코너 맥카시   |

| 번호 | 포지션 | 국적     | 이름      |
| ---- | ------ | -------- | --------- |
| 48   | MF     | 아일랜드 | 루카 코넬 |

## 역대 감독
| 감독          | 임기 |
| ------------- | ---- |
| 조제 모라이스 | 2018 |